# Koninklijke Harmonie De Berggalm
De Koninklijke Harmonie De Berggalm was oorspronkelijk een Nederlandse zangvereniging en is tegenwoordig een harmonie uit de Limburgse gemeenschap Klimmen (gemeente Voerendaal). Belangrijke punten binnen de vereniging zijn naast de concertagenda de muzikale begeleiding van de jaarlijkse processie, het inhalen van communicantjes, serenades bij jubilea en andere feestelijkheden.

## Geschiedenis
De oudst bekende officiële stukken gaan terug tot 1879, waarin het eerst een vermelding werd gemaakt van een zangvereniging onder de naam “Echo de la Montagne”. Uit later gedateerde informatie blijkt dat de vereniging wellicht veel ouder is, maar een tastbaar bewijs daarvoor is tot op heden niet gevonden. Aangezien er geen nadere bewijzen voor de oprichting van de vereniging aanwezig zijn, wordt het jaar 1879 algemeen aangenomen als het jaar van oprichting.

### Tussen de wereldoorlogen
In 1918 werd de vereniging met instemming van de zangvereniging omgevormd tot een harmonieorkest. Kennelijk was daar in de Klimmense gemeenschap meer behoefte aan. Dit harmonieorkest was een vriendenclub die op een laag ambitieniveau probeerde leuke muziek te maken. In het begin van de jaren 30 veranderde dat. In 1936 nam de vereniging voor het eerst deel aan een concours in Grevenbicht. Deze opwaartse lijn kon echter niet worden vervolgd door het uitbreken van de Tweede Wereldoorlog.

### Periode 1950 - 2000
Na de Tweede Wereldoorlog bleek men in staat de draad weer op te pakken en dat resulteerde in successen tijdens de concoursen in de jaren 50. Men bleek echter niet in staat deze lijn vast te houden, tot de komst van de Spaanse dirigent Miguel Rodrigo i Tamarit. Onder zijn leiding werd uiteindelijk het Nederlands Kampioenschap behaald in Hilversum.
In 1960 werd ter gelegenheid van het 80-jarig bestaan het predicaat Koninklijk verleend aan de harmonie. De bijbehorende oorkonde en medaille werden overhandigd door de Commissaris der Koningin gouverneur Dr. F.J.M.A.H. Houben.

### Periode 2000 - heden
Na een bestuurlijke crisis trad in 2000 een nieuw bestuur aan en werd Victor Vaessen aangesteld als dirigent van De Berggalm. Mede hierdoor volgde een promotie naar de Superieure Afdeling (2002) en het Nederlands Kampioenschap in 2003. Ook nam het orkest deel aan het Certamen Internacional de Bandas de Musica Ciudad de Valencia in 2008. Hier werd deelgenomen aan het prestigieuze internationale concours voor harmonieorkesten. Deelgenomen werd in de Seccion Segunda met als resultaat een eerste plaats en de tweede plaats in de totale rangschikking. Vaessen werd in maart 2009 opgevolgd door Mark Prils. Deze werd in 2012 opgevolgd door Jos Roeden.

## Comité van Honderd
Op 1 april 1987 werd het Comité van Honderd opgericht. Dit is een afzonderlijke stichting die geld sponsort aan De Berggalm. De wijze waarop en de grootte van het sponsorbedrag worden in overleg met het bestuur van de De Berggalm jaarlijks vastgesteld. De naam van de stichting is ontleend aan de jaarlijkse gift van 100 gulden aan de stichting. De stichting heeft ongeveer 180 leden.

## Compositieopdracht
Ter gelegenheid van het 125-jarig bestaan van de De Berggalm werd door de Spaanse componist Ferrer Ferrán een werk gecomponeerd. De opdracht was een muziekwerk van 6 à 7 minuten te schrijven dat bij De Berggalm zou passen. Dit werden er uiteindelijk ca. 19 minuten, omdat Ferrán meer inspiratie had voor het gegeven thema.
De première van de compositie, getiteld "Echo de la Montagne", vond plaats op 10 oktober 2004 in Klimmen. Het werk in de vorm van een symfonietta heeft een sterk “filmisch” karakter. Het bestaat uit drie delen (La Legende, La Belle Nature en La Foret Fantastique). In december 2004 won Ferrán met deze compositie de eerste prijs tijdens de compositiewedstrijd "Concurso Nacional de Composición Musical Francisco Grau", een van de belangrijkste wedstrijden in zijn soort.

## Concertreizen
- Teruel (Spanje) op uitnodiging van de plaatselijke banda;
- Idenheim (Duitsland) op uitnodiging ter gelegenheid van het vijftigjarig bestaan van de Muzikverrein Idenheim;
- Valencia (Spanje) op uitnodiging door het Ajuntiament de Valencia voor deelname aan het prestigieuze internationale concours Certamen Internacional de Bandas de Musica Ciudad de Valencia.
- Bruneck Italië (2019)
- Schladming Oostenrijk (2024)